# Morgan & Company
Die Morgan & Company Limited war ein britischer Automobilhersteller und Stellmacherbetrieb. Es bestand keine Verbindung zu Morgan Motor aus Malvern Link.

## Unternehmensgeschichte
Das Unternehmen wurde 1795 in London zur Herstellung von Kutschen gegründet. 1886 erfolgte der Umzug nach Leighton Buzzard. Später entstanden Karosserien für Kraftfahrzeuge. 1904 begann die Produktion von Automobilen. Ab 1907 importierte Morgan Fahrgestelle der Adlerwerke aus Deutschland und versah sie mit eigenen Karosserien. Während des Ersten Weltkrieges fertigte das Unternehmen Flugzeugrümpfe für die Royal Air Force. Nach Kriegsende entstanden nur noch Karosserien, u. a. für Morriss-London. 1929 endete die Produktion.

## Kraftfahrzeuge
1904 entstand ein Fahrzeug mit Elektromotor, das Electric Motor Phaeton genannt wurde.
Ab 1905 fertigte Morgan Luxuswagen mit Vierzylinder-Einbaumotoren von Mutel. Genannt sind Hubräume von 5200 cm³ und 5800 cm³. Eine Besonderheit war die hydraulische Sparks-Boothby-Kupplung, die aber nur für die ersten fünf Fahrzeuge verwendet wurde. Danach kam eine damals übliche Lederkonuskupplung zum Einsatz. Die Produktion endete vermutlich 1907.

## Karosserien für Adler

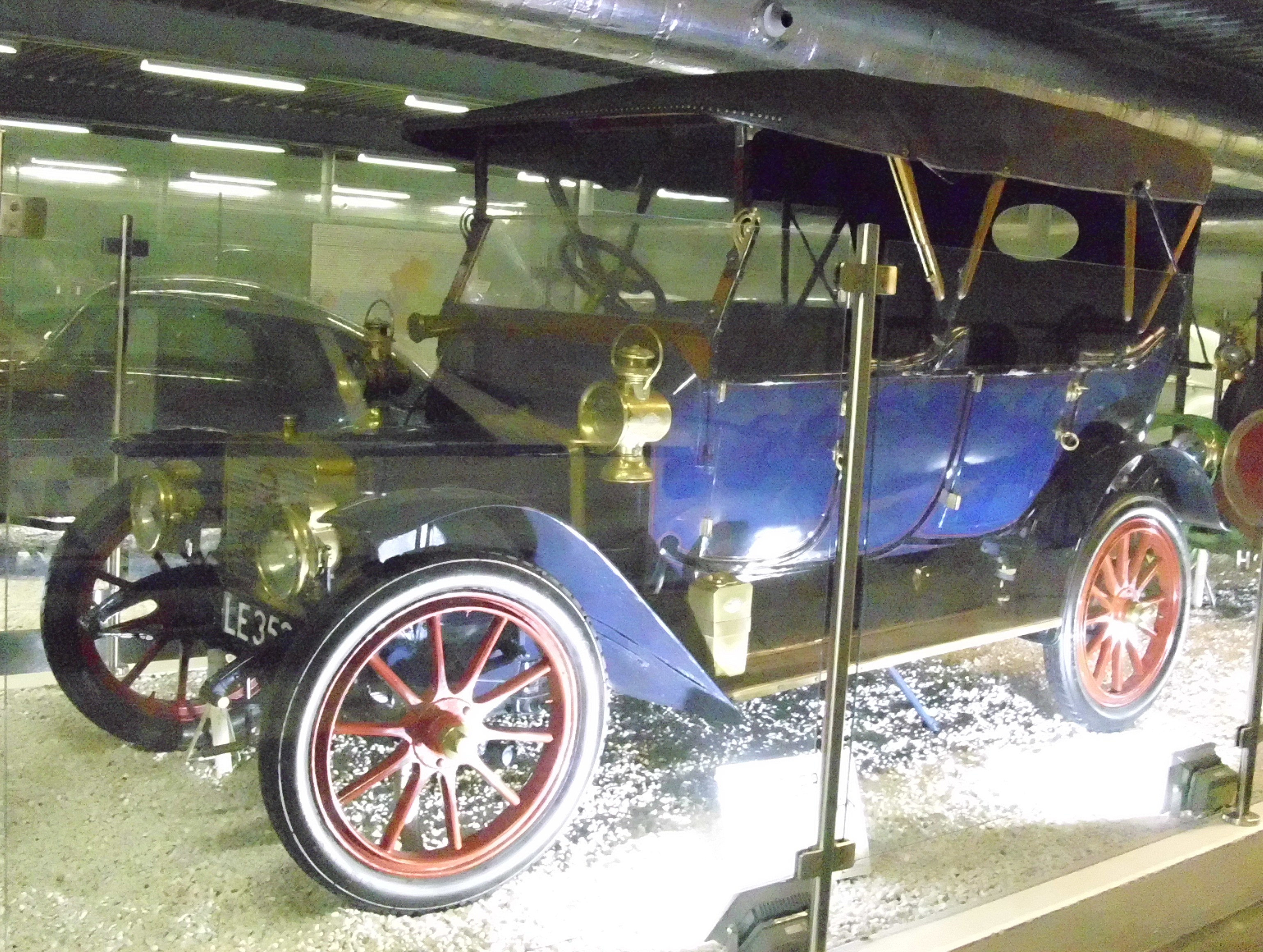
Adler K 6/14 PS von 1910 mit Karosserie von Morgan & Company

Morgan fertigte u. a. Karosserien auf dem Fahrgestell des Modells Adler KL 6/16 PS, der 1913 erschien. Dessen Vierzylindermotor verfügte über 1554 cm³ Hubraum und leistete 16 PS. Erhalten geblieben ist ein Adler K 6/14 PS von 1910 mit einer Doppelphaeton-Karosserie. Dieses Fahrzeug steht im Automobil-Museum Aspang in Aspang-Markt.